# The Wilderness Downtown
The Wilderness Downtown è un video interattivo creato e diretto da Chris Milk, fotografo e regista di video musicali, ideato per mostrare le capacità di Google Chrome. Il progetto è stato costruito in linguaggio HTML5 da Google con la collaborazione della B-Reel, casa di produzione multimediale, attingendo a Street View di Google Maps. La colonna sonora del video è il singolo We Used to Wait degli Arcade Fire, che oltre ad entrare tra i "30 migliori video di sempre" redatta dal TIME, ha vinto un premio al Grand Prix della pubblicità di Cannes nella categoria "Cyber".